# Забродино (Казахстан)
Забро́дино (каз. Забродино) — село у складі Байтерецького району Західноказахстанської області Казахстану. Входить до складу Перемітнинського сільського округу.
Населення — 48 осіб (2021; 121 у 2009, 351 у 1999, 436 у 1989).